# Bisdom Nova Iguaçu
Het bisdom Nova Iguaçu (Latijn: Dioecesis Neo-Iguassuensis) is een rooms-katholiek bisdom met als zetel Nova Iguaçu, in Brazilië. Het bisdom is suffragaan aan het aartsbisdom São Sebastião do Rio de Janeiro.

## Geschiedenis
Het bisdom werd opgericht op 26 maart 1960, uit delen van de bisdommen Barra do Piraí en Petrópolis. 

## Parochies
Het bisdom had in 2021 een oppervlakte van 995 km2 en telde 1.985.248 inwoners waarvan 69,3% rooms-katholiek was.

## Bisschoppen
- Walmor Battú Wichrowski (23 april 1960 - 31 mei 1961)
- Honorato Piazera (14 december 1961 - 12 februari 1966)
- Adriano Mandarino Hypólito (29 augustus 1966 - 9 november 1994)
- Werner Franz Siebenbrock (9 november 1994 - 19 december 2001)
- Luciano Bergamin (24 juli 2002 - 15 mei 2019)
- Gilson Andrade da Silva (15 mei 2019 - heden; coadjutor sinds 27 juni 2018)

São Sebastião do Rio de Janeiro (aartsbisdom) · Barra do Piraí-Volta Redonda · Duque de Caxias · Itaguaí · Nova Iguaçu · Valença